# Nicholas Hooper
Nicholas Hooper (Londra, 23 luglio 1952) è un compositore inglese, autore di colonne sonore per il cinema e per la televisione britannica BBC.
Inizia a comporre colonne sonore per documentari e telefilm prodotti dalla BBC, vincendo due premi BAFTA nel 2004 e nel 2007. Il primo incarico cinematografico affidatogli è stata la colonna sonora del film Harry Potter e l'Ordine della Fenice (2007), diretto da David Yates. Hooper in seguito, ha realizzato anche la colonna sonora del sesto e successivo capitolo della saga di Harry Potter, Harry Potter e il principe mezzosangue (2009), diretto dallo stesso Yates. Per questo lavoro, riceverà una nomination ai Grammy Award 2010.

## Filmografia

### Cinema
- Harry Potter e il Principe Mezzosangue (2009), diretto da David Yates
- Harry Potter e l'Ordine della Fenice (2007), diretto da David Yates

### Film TV
- Il mio amico Einstein (Einstein and Eddington) (2008), diretto da Philip Martin